# Johnny Egan
John Francis Egan, detto Johnny (Hartford, 31 gennaio 1939 – 21 luglio 2022), è stato un cestista e allenatore di pallacanestro statunitense, professionista nella NBA.

## Carriera

### NCAA
Ha giocato per quattro anni a Providence, vincendo il NIT nel 1961.

### Professionista
È stato selezionato dai Detroit Pistons al secondo giro del Draft NBA 1961 (17ª scelta assoluta).
Ha giocato per 11 anni consecutivi nella NBA.

## Palmarès

### Giocatore
- Campione NIT (1961)